# Kanton Bastia-5
Bastia-5 is een voormalig kanton van het Franse departement Haute-Corse. Het kanton maakte deel uit van het arrondissement Bastia. Het werd opgeheven bij decreet van 13 februari 2014 met uitwerking op maart 2015.
Het kanton omvatte uitsluitend een deel van de gemeente Bastia.